# 小行星1824
小行星1824（1824 Haworth）是一颗围绕太阳公转的小行星。1952年3月30日，印第安纳大学在摩根县发现了此天体。
該小行星以美國粒子物理學家利蘭·約翰·霍沃思命名。
这颗小行星的绝对星等为72.66986等。